# Transtorno motor
Transtorno motor é um tipo de desordem do sistema nervoso que causa movimentos anormais e involuntários. Pode ser consequência de danos no sistema motor.
Os transtornos motores foram definidos na quinta edição do Diagnostic and Statistical Manual of Mental Disorders (DSM-5) – publicado em 2013 em substituição ao DSM-IV-TR – como uma nova subcategoria dos transtornos do neurodesenvolvimento.  Entre as condições listadas no DSM-5, estão o transtorno da coordenação motora, o transtorno do movimento estereotipado, e os transtornos de tique, incluindo a síndrome de Tourette.